# Jaromír Kohlíček
Jaromír Kohlíček (n. 23 februarie 1953, Teplice, Q27917023⁠(d), Cehoslovacia – d. 6 decembrie 2020, Teplice, Ústí nad Labem, Cehia) a fost un om politic ceh, membru al Parlamentului European în perioada 2004-2009 din partea Cehiei.